# Rozalia Oros
Rozalia Oros-Husti (Satu Mare, 28 gennaio 1964) è un'ex schermitrice rumena naturalizzata tedesca, specialista del fioretto, vincitrice di una medaglia d'argento nella scherma ai Giochi olimpici.